# NGC 2233
NGC 2233 је елиптична галаксија у сазвежђу Златна риба која се налази на NGC листи објеката дубоког неба.
Деклинација објекта је - 65° 2' 0" а ректасцензија 6h 21m 40,1s. Привидна величина (магнитуда) објекта NGC 2233 износи 13,9 а фотографска магнитуда 14,9. NGC 2233 је још познат и под ознакама ESO 87-11, AM 0621-645, DRCG 50-41, PGC 18882.